# 利佩茲火山
利佩茲火山是玻利維亞的火山，位於該國西南部，由波托西省負責管轄，海拔高度5,933米，有些地圖把該火山錯誤標誌為東北面數百公里的新蒙多火山。事实上，新蒙多火山位于东北方向数百公里处，利佩茲火山比新蒙多火山高500米左右。造成这种混淆的部分原因是对新蒙多火山高度的错误判断。

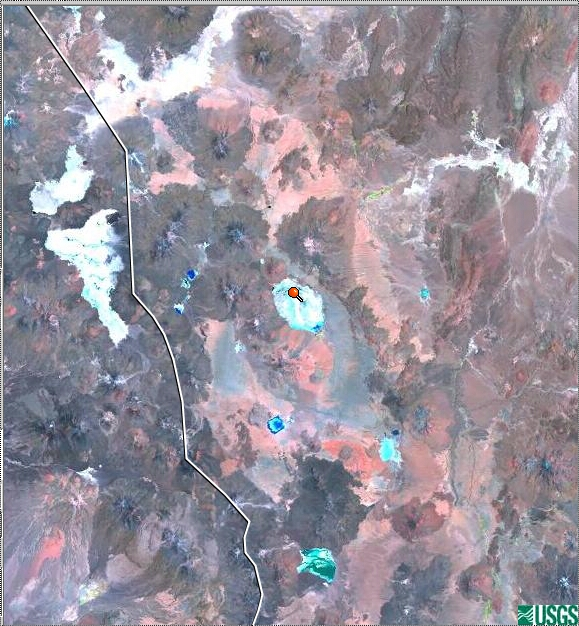
利佩茲火山的陆地卫星视图，带有图钉